# Onzain (poésie)
Pour l’article homonyme, voir la commune d’Onzain.
Un onzain est une strophe de onze vers.
Roi des Crétins, qu’avec terreur on nomme,
Grand Coquardeau, non, tu ne mourras pas.
Lépidoptère en habit de Prudhomme,
Ta majesté t’affranchit du trépas,
Car tu naquis aux premiers jours du monde,
Avant les cieux et les terres et l’onde.
Quand le métal entrait en fusion,
Titan, instruit par une vision
Que son travail durerait la semaine,
Fondit d’abord, et par provision,
Le front serein de la Bêtise humaine.
(Théodore de Banville, première strophe de « Monsieur Coquardeau », Chant royal extrait des Odes funambulesques, 1857)